# Eugene Garfield
Eugene Garfield (Nueva York, 16 de septiembre de 1925-Filadelfia, 26 de febrero de 2017), conocido como «Gene» Garfield, fue un informatólogo, lingüista, hombre de negocios y químico estadounidense. Fue el creador del Instituto para la Información Científica (ISI) de Filadelfia, y se desempeñó como investigador destacado en el campo de la bibliometría, además de ser creador de múltiples teorías y cocientes en información y documentación.

## Datos biográficos

### Primeros años y estudios
Registrado con el nombre Eugene Eli Garfinkle, nació en 1925, en Nueva York (EE. UU.) en el seno de una familia inmigrante de origen lituano-italiano-judío. Estudió en la Universidad de Colorado y en la Universidad de California, Berkeley, antes de obtener una licenciatura en química en la Universidad de Columbia en 1948. Obtuvo su doctorado en 1961, en el Departamento de Lingüística de la Universidad de Pensilvania, con un trabajo acerca del desarrollo de un algoritmo para traducir la nomenclatura química y convertirla en fórmulas químicas.

### Primeros proyectos
Empezó a trabajar en la Universidad Johns Hopkins en 1951, en un proyecto de indización automática para la biblioteca de la facultad de medicina. Dicho proyecto, llamado Proyecto Welch, financiado por la embrionaria Biblioteca Nacional de Medicina, llevaba en marcha desde 1948 para informatizar tanto las tareas organizativas de la biblioteca, como de la recuperación de la literatura médica. Garfield trabajó en él hasta el fin del mismo en 1953, investigando la estructura lingüística de las revisiones y los métodos tradicionales de indización.
También estudiaba el Shephard's Citation, un índice de citas sobre legislación aparecido en 1873 que, junto con las investigaciones realizadas en el Proyecto Welch, generaría nuevas teorías.

### La indización por citas
Eugene Garfield observó la relación existente entre las referencias y las ideas expresadas en un artículo científico. Entonces, dilucidó que si seguimos la vida de un artículo, podremos averiguar el desarrollo de su idea, sus usos e implementaciones. La mejor forma de seguir la vida de un artículo es realizando una indización por citas.
La teoría de la indización por citas dice que si tenemos un artículo interesante que cita a unos determinados autores, otros artículos que citen a esos mismos autores, seguramente también serán del mismo interés. Garfield basa este método de indización en la llamada cultura de la cita; esto es, cuanto más se cita un trabajo, mayor es su importancia, tanto en su ámbito científico como su factor de impacto. Esta cultura se ha convertido en uno de los baremos por excelencia de la investigación científica.
Fruto de esta nueva técnica, Eugene Garfield expuso dos conceptos nuevos:
- Frente de investigación: tras realizar una indización por citas, obtendremos un grupo de documentos muy citados. Este grupo es denominado como documentos centrales de un tema especializado. Este grupo o cluster se le denomina frente de investigación. Para identificarlos, es necesario realizar un análisis de agrupamiento de citas conjuntas de los documentos más citados durante los últimos cinco años. Estos frentes de investigación son usados como descriptores en las bases de datos del ISI.
- Factor de impacto de una revista: es la media de veces que en un año determinado se citaron los artículos científicos publicados por esta revista en los dos años anteriores. Con este parámetro, Garfield descubrió que un núcleo pequeño de revistas científicas (como Nature o Science) son las responsables del núcleo duro de la investigación científica.

La indización por citas, los frentes de investigación y el factor de impacto de una revista, han sido teorías y herramientas sobre los que se ha apoyado la bibliometría moderna.

### Fundación del Instituto para la Información Científica (ISI)
Tras terminar el Proyecto Welch, en 1953, Eugene Garfield funda en 1955 una empresa llamada DocuMation Inc. que ofrecía productos bibliográficos y documentales nuevos. Garfield quería hacer una base de datos de referencia que fuese barata, sin indización y resumen. Esta base de datos incluiría las citas que los autores ponían a pie de página y al final del artículo. Con cada artículo nuevo que añadía, había que rehacer toda la indización de las obras mencionadas en esa misma edición, asignándola nuevas materias que jamás habría contemplado el autor de la obra inicial. Para poder rentabilizar la producción, escogió un grupo reducido de las mejores revistas basándose en que éstas serían las que los autores citaban más.
Al principio, su proyecto encontró serias dificultades de financiación, ya que instituciones como Chemical Abstract o la National Science Foundation no veían el proyecto interesante. Aun así, publica con éxito en 1955 los Currents Contents Connect, un boletín de sumarios de publicaciones periódicas y obras colectivas. En 1959 aparece el Index Chemics un índice de citas sobre componentes químicos y fórmulas moleculares.
En 1960, la empresa pasa a llamarse Instituto para la Información Científica (Institute for Scientific Information, ISI) y en 1961 lanza su índice de citas sobre genética llamado Genetic Citatio Index. El producto documental tiene una gran repercusión y Eugene Garfield recibe el apoyo del premio Nobel de Medicina de 1958 Joshua Lederberg y el financiamiento de los Institutos Nacionales de Salud, de los Estados Unidos.
Los productos documentales más importantes del ISI son la Web of Science, compuesta por tres bases de datos que recogen artículos sobre ciencia y tecnología (desde 1900), ciencias sociales (desde 1956) y artes y humanidades (desde 1975); también recoge las citas que los científicos en sus trabajos hacen sobre otros trabajos. También es muy importante el Journal Citation Reports, donde se indica cuáles son las revistas más citadas en su ámbito y, por tanto, las más importantes.
Eugene Garfield creó la Web of Knowledge (WoK), una plataforma integrada basada en la web, que recoge todos los productos informativos derivados de sus inventos. Este acceso no es gratuito.
En 2007, lanzó un nuevo producto: el software historiográfico HistCite, un programa algorítmico que permite trabajar con grandes conjuntos de datos de la Web of Science.
En conjunto, el Instituto para la Información Científica (ISI) permite evaluar el desempeño de la investigación individual, institucional y por zonas geográficas. También permite confeccionar mapas de la historia de la ciencia, así como su representación gráfica. Asimismo, los gestores de política científica obtienen datos e indicadores que les ayudan a fundamentar sus decisiones.
Aunque el ISI ha sido criticado por establecer sesgos idiomáticos a favor del inglés, la verdad es que revolucionó el mundo de la investigación y evaluación de la ciencia, y marcó un hito.

### Premios y obra publicada
Obtuvo en 1961 el título de doctor por la Universidad de Pensilvania, con una tesis sobre estructuras lingüísticas.
Desde 1993, fue presidente emérito del Instituto de Información Científica (ISI).
Fue galardonado con numerosos premios, entre ellos el Premio ASIST al Mérito Académico, en 1975, y la Medalla de Oro de la Fundación Prof. Kaula, en el 2000. En el área de la bibliometría, ha sido galardonado con la primera Medalla Derek de Solla Price, en 1984.
También ganó el Premio ASIS al mejor libro publicado en 1977, por Essays of an Information Scientist. Es autor de centenares de artículos científicos en prestigiosas revistas, como Science, y libros.
Fue declarado doctor honoris causa por la Universidad de Barcelona, en 2015.